# Brigitte Krausová
Brigitte Krausová (* 12. srpna 1956, Bensberg, Severní Porýní-Vestfálsko) je bývalá západoněmecká atletka, běžkyně, která se věnovala středním tratím.

## Sportovní kariéra
V roce 1973 doběhla na juniorském mistrovství Evropy v Duisburgu ve finále závodu na 1500 metrů na devátém místě . Zúčastnila se letních olympijských her v Montrealu 1976 a olympiády v Los Angeles 1984 . Největší úspěchy zaznamenala na halovém mistrovství Evropy, kde postupně získala tři zlaté, jednu stříbrnou a čtyři bronzové medaile.